# ضدمسیح (فیلم)
ضد مسیح یا دجال (به انگلیسی: Antichrist) فیلمی به کارگردانی لارس فون تریه محصول سال ۲۰۰۹ و اولین قسمت از سه‌گانهٔ «افسردگی» فون تریه است که دو قسمت دیگر آن مالیخولیا و نیمفومانیاک هستند.
شارلوت گنزبور برای این فیلم برندهٔ جایزهٔ بهترین بازیگر زن از جشنواره فیلم کن شد.
ضد مسیح فیلمی مذهبی است که فون تریه از آن به عنوان ادای دین به آندری تارکوفسکی یاد کرده‌ است. این فیلم واکنش‌های مختلفی از سوی منتقدان در پی داشت، از جمله واکنش‌هایی دربارهٔ بیان آشکار دیدگاه زن‌ستیز در فیلم، نقدهای مثبت و منفی گوناگون. این فیلم در نمایش خود در جشنواره فیلم کن توسط عده‌ای هو شده بود و چند نفر هم از حال رفته بودند.

## داستان
زن و شوهری بعد از مرگ فرزند در یک حادثه، تصمیم می‌گیرند که برای درمان افسردگی زن و مهیا شدن شرایطی مناسب، برای مرد به خانه‌ای در حاشیه یک جنگل نقل مکان کنند. در همین حین زن راهی پیچیده، سیاه و دردناک را برای آزار مرد و خود آغاز می‌کند...